# Corde à linge
 (mai 2025).
Pour les articles homonymes, voir Corde.

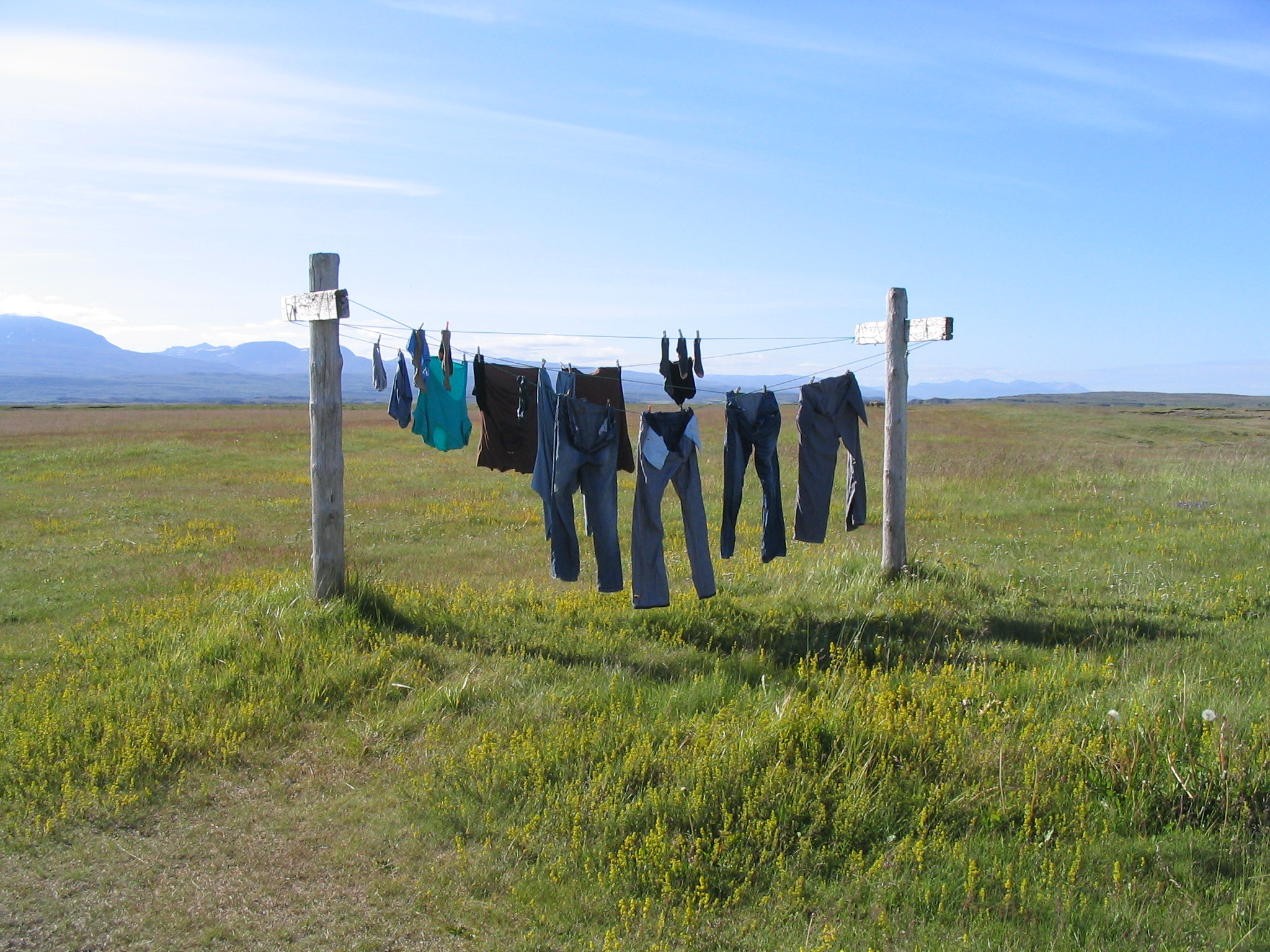
Une corde à linge en Islande.

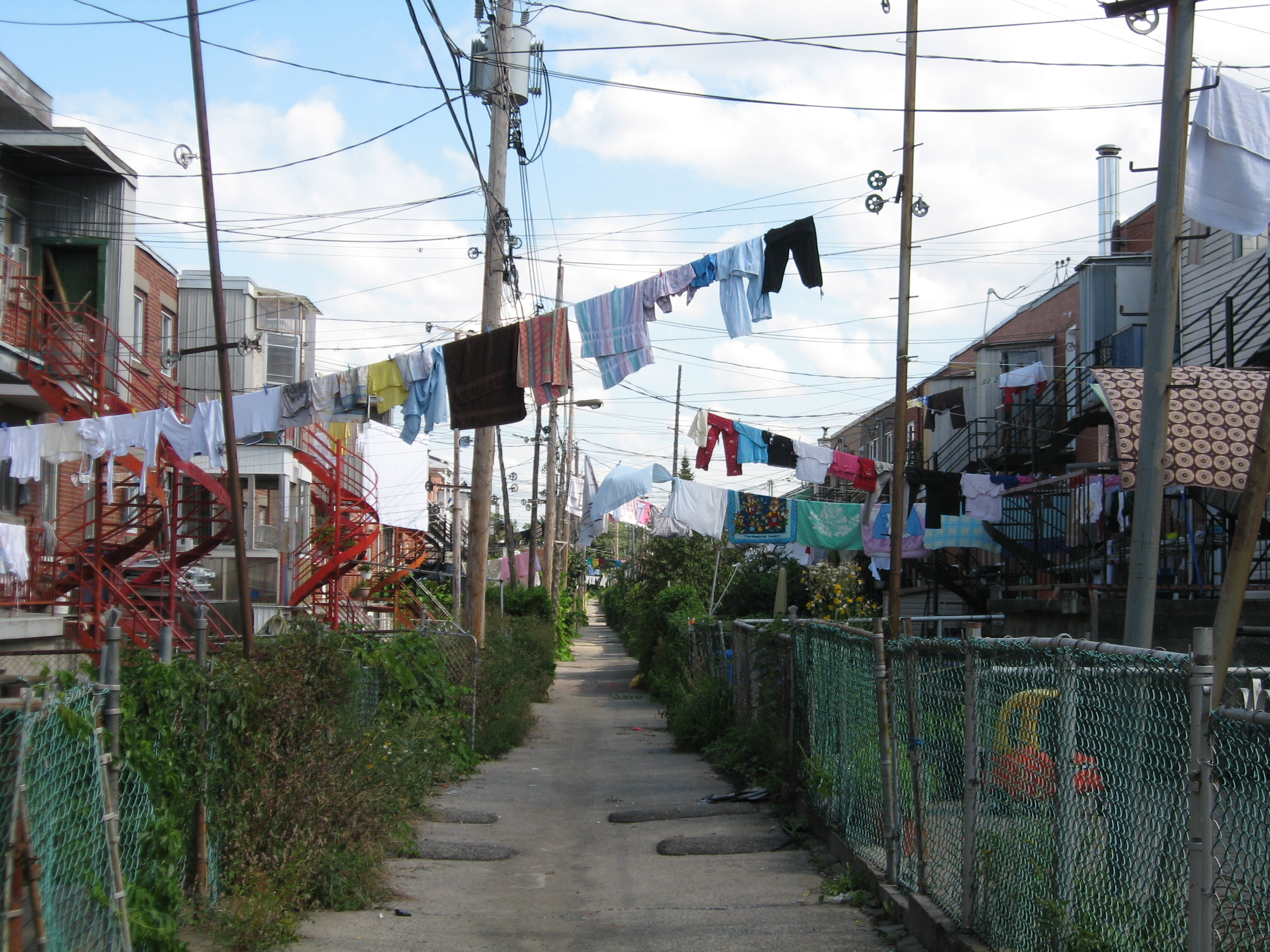
Cordes à linge dans une ruelle à Montréal.

Une corde à linge est un dispositif simple utilisé pour étendre le linge en vue de procéder à son séchage, le plus souvent après qu'il a été lavé dans une machine à laver le linge. Il se présente sous la forme d'une corde que l'on tend entre deux points élevés afin de lui conférer une certaine rigidité  et rendre l'installation résistante au poids des vêtements et du linge de maison encore mouillés, que l'on évite ainsi de faire toucher le sol. Il s'agit de permettre une ventilation idéale des différentes pièces en exposant un maximum de leur surface à l'action de l'air tout en évitant, du fait de la gravité, la formation de plis disgracieux.
Ce dispositif est généralement installé en extérieur, dans les cours lorsque le ménage en est équipé, sur un balcon ou à une fenêtre autrement. Cela ne va pas sans poser des problèmes, car un vent fort peut emporter le linge et la pluie le mouiller à nouveau, tout en le salissant. On tente généralement de remédier au premier inconvénient en attachant le linge à la corde par le biais de pinces à linge. Quant aux précipitations, elles sont parfois évitées grâce à un perfectionnement du système permettant la détection des premières gouttes puis la mise à l'abri de la corde entière : elle est soit rétractée vers un lieu couvert, soit recouverte par une bâche qui se déploie pour protéger l'installation.
Dans certains pays, ou certains types de logement collectif, l'utilisation de cordes à linge extérieures peut faire l'objet d'une réglementation, voire d'une interdiction – une solution de substitution plus onéreuse consiste alors à s'équiper d'un sèche-linge. Ces contraintes n'ont néanmoins pas suscité la disparition des cordes à linge, et l'enchevêtrement de celles-ci aux fenêtres de certaines ruelles étroites constitue toujours un symbole des quartiers populaires de plusieurs villes de l'espace méditerranéen, où elles sont parfois photographiées par les touristes.
Vitrines de l'intimité du ménage exposée au public, les cordes à linge apparaissent à ce titre dans des nombreuses œuvres de fiction. Une représentation particulièrement remarquée est celle qui figure sur l'affiche du film Pearl Harbor : on y voit une jeune fille étendant sur une corde du linge brusquement secoué au passage des avions japonais sur le point d'attaquer Hawaii.